# 라닉스
라닉스(영어: Ranix Inc.)는 대한민국의  차량용 시스템 반도체 기업이다. 본사는 서울특별시 강남구 언주로135길 25 (논현동)에 위치해 있으며 대표이사는 최승욱이다.
사업부문은 Autonomous Vehicle, Automotive MCU, Smart Life, 용 역서비스가 있다. 양자보안 국책과제를 주관하고 있다.좀비기업

## 역사
2025년 100억원대 주주배정 유상증자를 할 예정이다.

## 같이 보기
- 양자컴퓨터

## 참고문헌
1. ↑  라닉스, 부사장으로 임용제 前 에티포스 대표이사 영입…"기술 경쟁력 강화", 뉴스핌, April 8, 2024
2. ↑  노태민, 라닉스, UMT와 자율주행 기술협력 위한 MOU 체결, 디일렉, 2024-01-17
3. ↑  박회규, 한국IR협의회 기술분석보고서-라닉스, 2023년 12월 21일
4. ↑  '실적 부진' 라닉스, '고심 끝' 주주에 손 벌렸다 딜사이트 2025-05-01